# Giuliano Gobetto
Giuliano Gobetto (Firenze, 16 marzo 1917 – ...) è stato un calciatore italiano, di ruolo centrocampista.

## Carriera
Interno di centrocampo, giocò per una stagione in Serie A nella Fiorentina.

## Palmarès

### Club

#### Competizioni nazionali
- Serie C: 1

Forlì: 1942-1943